# Eclissi solare del 1º giugno 2011
L'eclissi solare del 1º giugno 2011 è un evento astronomico che ha avuto luogo il giorno 1/6/2011 dalle ore 19:25 UTC alle 23:06 UTC.
È stata visibile dall'Asia Nord-orientale, dalla regione dell'Artico e dal Canada settentrionale.

## Descrizione
La Luna è passata davanti al Sole senza coprirlo completamente, ma nascondendone comunque buona parte a seconda del luogo in cui ci si trovava. L'eclissi è stata la seconda di un ciclo di quattro eclissi parziali del 2011; le altre sono avvenute il 4 gennaio, il 1 luglio e il 25 novembre 2011. L'eclissi faceva parte del ciclo Saros 118 ed è la numero 68 di una serie di 72. Durante le quattro eclissi rimanenti di questo ciclo, l'area di visibilità diventerà sempre più piccola fino a quando la penombra lunare non colpirà la terra per l'ultima volta, sempre nell'estremo nord, alla 72ª eclissi.
L'eclissi maggiore è stata visibile alle coordinate 67.8N 46.8E, nel Mare di Barents, circa 4 km al largo di una penisola Russa alle ore 21:17 UTC. Nella parte nord della penisola scandinava e nella Russia settentrionale l'eclissi ha parzialmente oscurato il sole di mezzanotte.

## Simulazione zona d'ombra

Ombra generata dall'eclissi.